# Вариации на тему рококо
Вариации на тему рококо соч. 33 — произведение Петра Ильича Чайковского для виолончели с оркестром. Вариации впервые исполнены 18 ноября 1877 года под управлением Николая Григорьевича Рубинштейна, солировал Вильгельм Фитценхаген.

## История создания
Чайковский работал над сочинением с 1876 года по 1877 год.

## Состав оркестра
Деревянные духовые
2 флейты
2 гобоя
2 кларнета (А)
2 фагота
Медные духовые
2 валторны (Es, F)
Струнные
Виолончель соло
I и II скрипки
Альты
Виолончели
Контрабасы

## Строение
В оригинальной авторской редакции произведение состоит из вступления, темы, сочинённой композитором (по сообщению Р. Зарипова, тема основана на мелодии народной песни «Вдоль по Питерской»), и восьми вариаций на эту тему:
1. Moderato assai quasi Andante — Tema. Moderato semplice
2. Var. I: Tempo della Tema
3. Var. II: Tempo della Tema
4. Var. III: Andante
5. Var. IV: Allegro vivo
6. Var. V: Andante grazioso
7. Var. VI: Allegro moderato
8. Var. VII: Andante sostenuto
9. Var. VIII e Coda: Allegro moderato con anima

В редакции Вильгельма Фитценхагена была удалена последняя вариация и изменен порядок следования других.
Сложность произведения для солиста состоит как в том, что примерно 20-минутные вариации играются без оркестровых тутти, которые давали бы солисту возможность немного передохнуть, так и в том, что партия играется в верхнем регистре с применением ставки большого пальца.